# Colobothea mimetica
Colobothea mimetica là một loài bọ cánh cứng trong họ Cerambycidae.